# Reichsstraße 347
Die Reichsstraße 347 (R 347) war bis 1945 eine Staatsstraße des Deutschen Reichs, die vollständig auf bis 1938 tschechischem Gebiet lag. Die Straße nahm ihren Anfang in Velká Hleďsebe (Groß Siehdichfür) an der damaligen Reichsstraße 92 und führte über Marienbad (Mariánské Lázně) nach Bečov nad Teplou (Petschau) südlich von Karlsbad, wo sie an der damaligen Reichsstraße 95 endete.
Ihre Gesamtlänge betrug rund 29 Kilometer.